# Мечеть Иске-Таш
Мечеть Иске-Таш (тат. Иске Таш мәчет, Девятая соборная, Старокаменная мечеть) — историческое действующее мусульманское культовое сооружение в городе Казани (Татарстан), в Ново-Татарской слободе.

## История
Согласно старой легенде, она была установлена на месте братской могилы бойцов, которые защищали Казань от войск Ивана Грозного в 1552 году. Могила была отмечена большим старым камнем (тат. зур иске́ таш), который был сохранен и стоял перед восточным фасадом мечети.

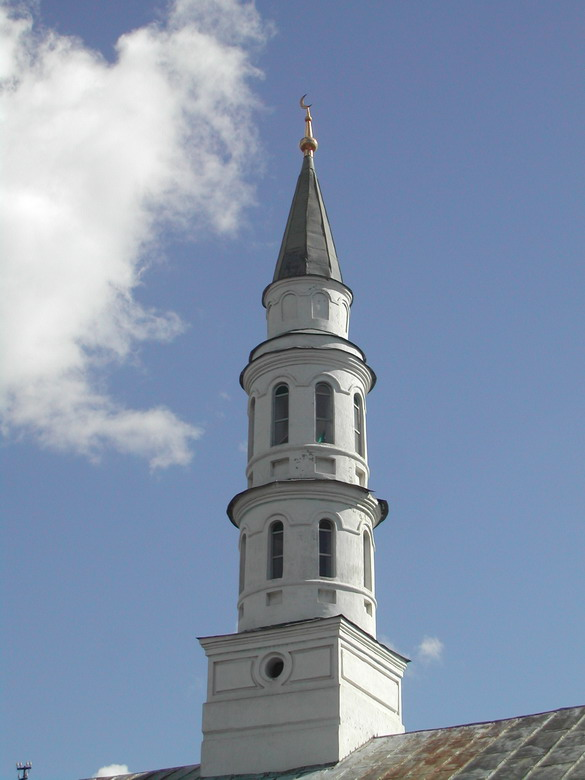
Минарет мечети Иске-Таш

Классическая татарская мечеть с минаретом на крыше была построена в 1802 году на пожертвования торговца Габдуллы Утямышева. В 1830 году реконструирована согласно проекту Александра Шмидта. Фасады мечети были сделаны в лучших традициях классицизма. Их строгость подчеркнута минаретом с тремя ярусами. Форма минарета связана стилем с минаретами что были в древних городах Волжской Булгарии и Касима[уточнить]. Мечеть является двухэтажной, имеет два зала, минарет помещен в центр щипцовой крыши.
Мечеть была общественным центром Ново-Татарской слободы.
В XIX столетии имамы были из семьи Амирхан. Рядом с мечетью находился их дом, в котором жил в том числе писатель Фатых Амирхан.
Мечеть была закрыта согласно решению Центрального Исполнительного комитета республиканского ВКП(б) Татарской АССР в конце 1930-х. В советское время мечеть использовалась как школа и затем как склад, когда впритык к ней и закрывая вид на неё было построено новое большое здание школы.
В 1994 году мечеть была возвращена верующим.
Условным предшественником мечети Иске-таш можно принять вторую деревянную новослободскую мечеть, которая располагалась на месте дома по адресу ул. Меховщиков, д.7 (в трех минутах ходьбы от места размещения современной мечети Иске-таш). Данная деревянная мечеть впервые фиксируется в послепугачевском плане перепланировки Казани 1782 года, составленном архитектором Вас. Кафтыревым. После строительства каменной мечети Иске-таш данная деревянная мечеть некоторое время продолжает функционировать для задач махалли и исчезает с карт, начиная с 1830-х годов. Таким образом для местной махалли (общины) Иске-таш является правопреемницей утерянной второй деревянной новослободской мечети.